# Baffo Banfi
Baffo Banfi, pseudonimo di Giuseppe Banfi (Lecco, 21 luglio 1954), è un musicista e compositore italiano noto anche per essere stato tra i fondatori della band di rock progressivo chiamata Biglietto per l'inferno.

## Discografia

### Solista
- 1978 - Galaxy My Dear
- 1979 - Ma, Dolce Vita
- 1981 - Hearth
- 1983 - Amico Mio
- 1988 - The Sound Of Southern Sunsets Greatest Hits

### Con i Biglietto per l'Inferno
Album
- 1974 - Biglietto per l'inferno
- 1992 - Il tempo della semina
- 2009 - Tra l'assurdo e la ragione
- 2015 - Vivi, lotta, pensa

Album dal vivo
- 2005 - Live 1974 da registrazioni dal vivo del 1974; lo stesso live incluso nel cofanetto

Raccolte
- 2004 - Un Biglietto per l'inferno

45 giri
- 1974 - Una strana regina/Confessione (entrambi da Biglietto per l'Inferno
- 1975 - Vivi lotta pensa/L'arte sublime del giusto regnare

### Baffo Banfi & Matteo Cantaluppi
- 2015 - Frontera